# Palaquium quercifolium
Palaquium quercifolium är en tvåhjärtbladig växtart som först beskrevs av De Vriese, och fick sitt nu gällande namn av William Burck. Palaquium quercifolium ingår i släktet Palaquium och familjen Sapotaceae. Inga underarter finns listade i Catalogue of Life.